# Gustav Kirchhoff
Gustav Robert Kirchhoff (ur. 12 marca 1824 w Królewcu, zm. 17 października 1887 w Berlinie) – niemiecki fizyk, twórca prawa promieniowania cieplnego dotyczącego zależności między zdolnością emisyjną i absorpcyjną, oraz praw dotyczących obwodów elektrycznych (pierwsze i drugie prawo Kirchhoffa). Laureat Medalu Rumforda.
Studiował na Uniwersytecie w Królewcu. W latach 1850–1854 był profesorem uniwersytetu we Wrocławiu, od 1854 w Heidelbergu, a od 1875 — w Berlinie. Wraz z Robertem W. Bunsenem odkrył cez i rubid, razem wynaleźli spektroskop, a także opracowali metody analizy spektralnej.
Był członkiem zagranicznym Królewskiej Holenderskiej Akademii Sztuk i Nauk. W 1874 odznaczony Pour le Mérite za Naukę i Sztukę.
Jego teściem był matematyk Friedrich Julius Richelot.